# Mersevát
Mersevát è un comune dell'Ungheria di 588 abitanti (dati 2001). È situato nella contea di Vas.